# Sintula cretaensis
Sintula cretaensis là một loài nhện trong họ Linyphiidae.
Loài này thuộc chi Sintula. Sintula cretaensis được Jörg Wunderlich miêu tả năm 1995.